# Acelyphus lyneborgi
Acelyphus lyneborgi är en tvåvingeart som beskrevs av Vanschuytbroeck 1967. Acelyphus lyneborgi ingår i släktet Acelyphus och familjen Celyphidae.
Artens utbredningsområde är Filippinerna. Inga underarter finns listade i Catalogue of Life.